# Liste der Naturdenkmale in Hemmingen (Niedersachsen)
Die Liste der Naturdenkmale in Hemmingen nennt die Naturdenkmale in Hemmingen in der Region Hannover in Niedersachsen. Die Aufgaben der unteren Naturschutzbehörde hat die Stadt Hemmingen übernommen.

## Naturdenkmale
Im Gebiet der Stadt Hemmingen sind 4 Naturdenkmale verzeichnet.
| Bild            | Bezeichnung           | Ort, Lage                                   | Beschreibung | Schutzzweck | Nummer   |
| --------------- | --------------------- | ------------------------------------------- | --- | ----------- | -------- |
| Fotos hochladen | Stieleiche            | Arnum (52° 18′ 8,3″ N, 9° 42′ 27″ O)        | Am Ostrand des Bürgerholzes, an der ehemaligen Grenze der Ämter Calenberg und Koldingen.                                 |             | ND-H 139 |
| BW              | Eichengruppe          | Hemmingen (52° 19′ 47,1″ N, 9° 44′ 38,4″ O) | |             | ND-H 140 |
| Fotos hochladen | Eiche bei Devese      | Devese (52° 19′ 7″ N, 9° 41′ 55,7″ O)       | |             | ND-H 202 |
| Fotos hochladen | Kastanie in Ohlendorf | Ohlendorf (52° 17′ 14″ N, 9° 43′ 2,6″ O)    | Hohe Bedeutung für die Natur- und Heimatkunde aufgrund von Eigenart und Schönheit, zudem das Ortsbild prägender Hofbaum. |             | ND-H 213 |